# پولیتوتدل (آدیغیه)
پولیتوتدل (به لاتین: Politotdel) یک منطقهٔ مسکونی در روسیه است که در شهرستان کوشخابلسکی واقع شده‌است. پولیتوتدل ۲۳۰ نفر جمعیت دارد.